# NGC 84
NGC 84 est une étoile de magnitude apparente égale à 15,0 située dans constellation d'Andromède. Elle a été observée par Guillaume Bigourdan le 14 novembre 1884.
La base de données Simbad, qui contient par ailleurs plusieurs erreurs d'identification, considère que NGC 84 est la galaxie LEDA 1384 (PGC 1384).